# Gävle kommunala flickskola
Gävle kommunala flickskola (ursprungligen Gefle kommunala flickskola), tidigare Högre flickskolan i Gefle var en flickskola i Gävle mellan 1859 och 1967. Den låg från 1877 i det hus som kallas Själanderska skolan.

## Historik
Den grundades 1859 av Elsa Borg, en av Cecilia Fryxells elever. Den var från början likt de mindre små tillfälliga flickpensioner som hade funnits i Gävle sedan 1830-talet, men den kom att växa och bli permanent. 
Den övertogs av Karolina Själander 1874, och kallades sedan Själanders skola. 1879 slogs den ihop med sin konkurrent, Clara Linds skola (1865-79), och kallades då Förenade elementarläroverket för fickor, men den fick 1882 namnet Högre flickskolan i Gefle. 
Skolan kommunaliserades 1933, och avvecklades på 1960-talet.  